# Serieåret 1919

## Födda
- 4 januari – Eduardo Teixeira Coelho (död 2005), portugisisk serieskapare.
- 22 februari – Pete Hoffman, amerikansk serietecknare.
- 6 mars – Bill Ward (död 1998), amerikansk serieskapare.
- 22 mars – Bernard Krigstein (död 1990), amerikansk serieskapare.
- 15 april – Alberto Breccia (död 1993), uruguaysk-argentinsk serietecknare.
- 1 maj – Win Mortimer (död 1998), kanadensisk serietecknare.
- 24 maj – Sid Couchey, amerikansk serietecknare.
- 13 juli – Joe Gill (död 2006), amerikanske seriemanusskrivare.
- 23 juli – Héctor Germán Oesterheld (försvunnen 1976), argentinsk journalist och seriemanusskrivare.* 13 augusti – Jim Mooney (död 2008), amerikansk serietecknare.
- 3 november – Jesús Blasco (död 1995), spansk serieskapare.
- 16 november – Jozef van Hove med pseudonymen Pom, belgisk serieskapare.
- 29 november – Gill Fox (död 2004), amerikansk serietecknare och animatör.
- 12 december – Dan DeCarlo (död 2001), amerikansk serietecknare.
- 18 december – Ken Reid (död 1987), brittisk serieskapare.
- Okänt datum – Takashi Yanase, japansk mangatecknare.